# Europejski Urząd Nadzoru Bankowego
Europejski Urząd Nadzoru Bankowego (ang. European Banking Authority, EBA) – organ Unii Europejskiej, którego celem jest ochrona interesu publicznego przez przyczynianie się do zapewniania w perspektywie krótko-, średnio- i długoterminowej stabilności i efektywności systemu finansowego Unii Europejskiej. Został ustanowiony na mocy rozporządzenia (UE) nr 1093/2010.
Pierwsza siedziba EBA mieściła się w biurowcu One Canada Square w Londynie. W związku z opuszczeniem przez Wielką Brytanię Unii Europejskiej, 20 listopada 2017 pozostałe 27 państw członkowskich jako jego nową siedzibę wybrało Paryż. Od 2019 siedzibą Urzędu jest biurowiec Europlaza w paryskiej dzielnicy La Défense.

## Zadania
- polepszanie funkcjonowania rynku wewnętrznego, w tym w szczególności do zapewnienia właściwego, skutecznego i spójnego poziomu regulacji i nadzoru;
- zapewnianie integralności, przejrzystości, efektywności i prawidłowego funkcjonowania rynków finansowych;
- wzmocnienie międzynarodowej koordynacji w zakresie nadzoru finansowego;
- zapobieganie arbitrażowi regulacyjnemu i propagowania równych warunków konkurencji;
- zapewnienie właściwej regulacji oraz nadzoru w zakresie podejmowania ryzyka kredytowego i innych rodzajów ryzyka oraz
- wzmocnienie ochrony klientów[3].